# Triepeolus atoconganus
Triepeolus atoconganus är en biart som beskrevs av Jesus Santiago Moure 1955. Triepeolus atoconganus ingår i släktet Triepeolus och familjen långtungebin. Inga underarter finns listade i Catalogue of Life.